# Lycus van Rhegium
Lycus (4e / 3e eeuw v.Chr.), afkomstig uit Rhegium in Magna Graecia, was een Griekse geschiedschrijver uit de tijd van Demetrius van Phalerum, die hem om een of andere duistere reden naar het leven stond. Zijn bijnaam was Βουθήρας / Bouthèras, d.i. "Runderjager".
Hij schreef een Geschiedenis van Libya en van Sicilië, en ook een werk over Alexander de Grote, en wordt geciteerd door verschillende antieke auteurs, maar zijn werken zelf bleven niet bewaard.
Lycus was eveneens de (adoptief?-)vader van de alexandrijnse dichter / filoloog Lycophron van Chalcis.
- Gemeinsame Normdatei: 102397651
- International Standard Name Identifier: 0000 0000 0500 7851
- Virtual International Authority File: 27455561